# Красный Посёлок (Тверская область)
Красный Посёлок — опустевшая деревня в Старицком районе Тверской области. Входит в состав Степуринского сельского поселения.

## География
Находится в южной части Тверской области на расстоянии приблизительно полтора км на восток-юго-восток по прямой от деревни Юрьевское.

## История
Была отмечена только на карте 1941 года.

## Население
Численность населения: 0 как в 2002 году, так и в 2010.